# Eddie Lewis
Edward James Lewis (Cerritos, 17 maggio 1974) è un ex calciatore statunitense, di ruolo centrocampista.

## Palmarès

### Club

#### Competizioni nazionali
- Campionato inglese di seconda divisione: 1

Fulham: 2000-2001
- MLS Supporters' Shield: 1

L.A. Galaxy: 2010

### Nazionale
- Gold Cup: 1

2002

### Individuale
- MLS Best XI: 1

1999